# Staatliches Komitee für Rundfunk
Das Staatliche Rundfunkkomitee (SKR), ab 1968 Staatliches Komitee für Rundfunk (StKfR), ab 1989 Rundfunk der DDR, war von 1952 bis 1990 das oberste Leitungsgremium für den Rundfunk (Hörfunk) und bis 1968 auch für das Fernsehen der DDR mit Sitz im Funkhaus Nalepastraße in Ost-Berlin. Mit der Gründung des Staatlichen Rundfunkkomitees „wurde der DDR-Rundfunk zum Staatsrundfunk“ (Ingrid Pietrzynski).
Im Dezember 1945 war der Rundfunk in der sowjetischen Besatzungszone (SBZ) der im August gebildeten Zentralverwaltung für Volksbildung (ZVfV) unterstellt worden. Damals gab es in der SBZ sieben Hörfunksenderstandorte, verteilt auf zwei Sendergruppen (Berliner Rundfunk und Mitteldeutscher Rundfunk). Das im Juni 1946 eingerichtete Rundfunkreferat der ZVfV wurde im Juni 1947 zur Generalintendanz; die Leitung lag seit August 1946 bei Hans Mahle. Im Juli 1951 wurde Mahle von Kurt Heiß abgelöst, der im September 1952 den Vorsitz in dem nach sowjetischem Vorbild gegründeten neuen Rundfunkkomitee übernahm. 1959 erhielt das Rundfunkkomitee anlässlich des 10. Jahrestages der DDR den Vaterländischen Verdienstorden in Gold.
Am 15. September 1968 wurde ein eigenständiges Staatliches Komitee für Fernsehen gebildet. Das Staatliche Rundfunkkomitee wurde dementsprechend zum Staatlichen Komitee für Rundfunk und blieb bis Ende 1989 für die Leitung und Kontrolle des Hörfunks zuständig.

## Herrschaftsinstrument
Der Rundfunk der DDR hatte seine politisch-kulturellen Funktionen bei der massenwirksamen Durchsetzung der SED-Politik zuverlässig zu erfüllen. Zentrales Lenkungsorgan bzw. staatliches Lenkungsamt war auf der Regierungsebene das „Presseamt beim Ministerrat der DDR“, dem neben dem „Staatlichen Komitee für Rundfunk“ auch das „Staatliche Komitee für Fernsehen“ unterstand. Technisch abgewickelt wurde die Medienlenkung über die staatliche Nachrichten-Agentur ADN, den „Allgemeinen Deutschen Nachrichtendienst“. Die politischen Funktionen von Presse und Rundfunk waren der leninistischen Pressetheorie zufolge Propaganda, Agitation und Organisation. Die auf Partei und Staat verpflichteten Journalisten waren den Prinzipien der Parteilichkeit, der Wissenschaftlichkeit und der Massenverbundenheit verpflichtet.
Kritische Diskussionen wurden aus den Medien in der DDR ferngehalten bis in die Monate unmittelbar vor dem Mauerfall. Die Berichterstattung über die damaligen sozialistischen Länder berücksichtigte nur das, was dem jeweils gültigen innen- und außenpolitischen Kurs der SED-Führung entsprach und diesen stützte.
Formal gesehen war das Staatliche Rundfunkkomitee dem Ministerrat der DDR unterstellt, real aber der politischen Kontrolle und Anleitung durch das Zentralkomitee der SED (ZK) untergeordnet. Für die Medien war die ZK-Abteilung Agitation zuständig. Langjähriger und letzter Leiter der Sektion Rundfunk und Fernsehen dort war Eberhard Fensch.

## Entwicklung ab dem Mauerfall 1989
Nach Berufung von Manfred Klein zum wieder eingeführten Generalintendanten des Rundfunks und von Hans Bentzien zum Generalintendanten des Fernsehens durch Ministerpräsident Hans Modrow ab 30. November 1989 beschloss der Ministerrat am 21. Dezember 1989 die Umbenennung der beiden Komitees in Rundfunk der DDR bzw. Fernsehen der DDR.
Zeitgleich mit dem Inkrafttreten der Währungs-, Wirtschafts- und Sozialunion am 1. Juli 1990 wurden ergänzend Landesrundfunkdirektoren eingesetzt. Mit der Wiedervereinigung am 3. Oktober 1990 ging die Verantwortung für Rundfunk und Fernsehen der ehemaligen DDR bis Ende 1991 auf die „Einrichtung“ nach Artikel 36 des Einigungsvertrags über.

## Vorsitzende
- Kurt Heiß (1952–1956; seit 1951 bereits Generalintendant aller DDR-Rundfunksender)
- Hermann Ley (1956–1962)
- Gerhart Eisler (1962–1968), im Amt verstorben
- Reginald Grimmer (1968–1971)
- Rudolf Singer (1971–1980), im Amt verstorben
- Achim Becker (1980–1989)

Nachfolger:
- Manfred Klein (1989–1990, Generalintendant des Rundfunks der DDR)
- Christoph Singelnstein (1990, geschäftsführender Intendant des Rundfunks der DDR)

Landesrundfunkdirektoren:
Brandenburg: Alexander Jereczinsky (Antenne Brandenburg ging schon zu den Kommunalwahlen am 6. Mai 1990 auf Sendung.)
Mecklenburg-Vorpommern: Klaus-Peter Otto (Der Sender Schwerin nannte sich bereits Ende 1989 Mecklenburg-Radio Schwerin.)
Sachsen: Manfred Müller
Sachsen-Anhalt: Hans-Peter Gerlach
Thüringen: Hilmar Süß
- Rudolf Mühlfenzl (1990–1991, Rundfunkbeauftragter der neuen Bundesländer nach Art. 36 Einigungsvertrag)